# Easy Rider
Easy Rider är en amerikansk film från 1969 i regi av Dennis Hopper. Manuset skrevs av Peter Fonda, Dennis Hopper och Terry Southern. Filmen producerades av Peter Fonda. Huvudrollerna spelas av Peter Fonda och Dennis Hopper. Filmen har blivit en symbol för hippie-eran.
"Easy Rider" är slang för en prostituerads pojkvän ("he's got the easy ride"). Låten "Born to Be Wild" av rockgruppen Steppenwolf, som är en av filmens musikaliska signaturer, blev en stor hit under 1969 i USA och annorstädes.

## Handling
Filmen skildrar de två vännerna Billy (Dennis Hopper) och Wyatt (kallad "Captain America"; Peter Fonda), som efter en lyckad drogaffär, färdas på sina choppers med Mardi gras i New Orleans som mål. Under resans gång möter de en rad människor, jordbrukare, hippie-kollektiv och inskränkta sydstatare. Under en del av resan har de med sig den alkoholiserade advokaten George Hanson (Jack Nicholson), vilken senare blir dödad. Lagom då de båda huvudpersonerna är på väg till Florida blir de mördade av de inskränkta män de tidigare mött på ett café.

## Medverkande (i urval)
- Peter Fonda – Wyatt, "Captain America"
- Dennis Hopper – Billy
- Jack Nicholson – George Hanson
- Luke Askew – Främling på motorvägen
- Phil Spector – Mellanhand i kokainaffär
- Karen Black – Karen
- Toni Basil – Mary
- Antonio Mendoza – Jesus
- Mac Mashourian – Livvakt
- Warren Finnerty – Ranchägare
- Tita Colorado – Ranchägarens fru
- Luana Anders – Lisa
- Sabrina Scharf – Sarah
- Robert Walker, Jr. – Jack
- Sandy Brown Wyeth – Joanne

## Bakgrund

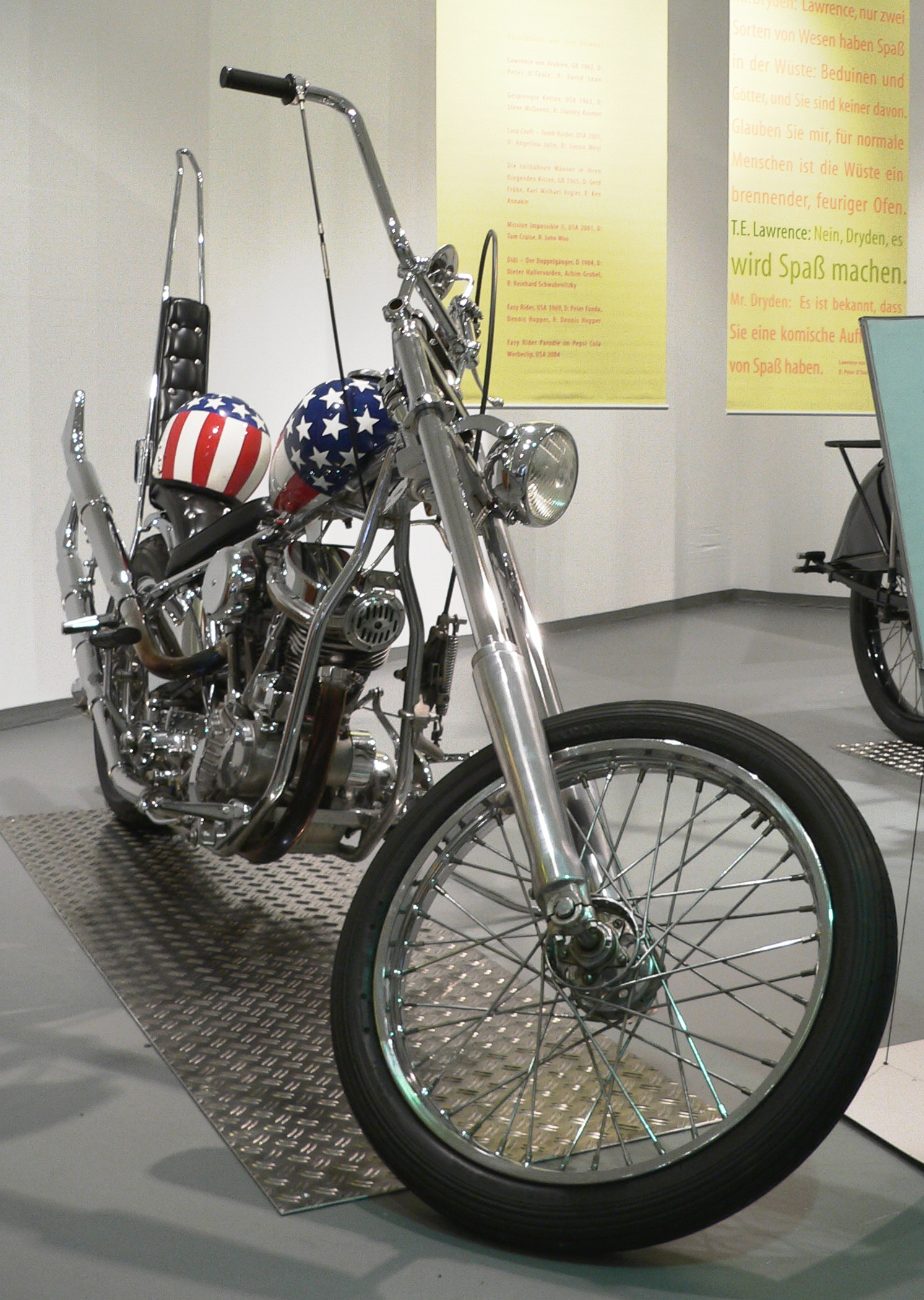
Replika av Choppern Captain America som Peter Fonda körde i Easy Rider.

Fonda fick den första idén till Easy Rider då han deltog vid en filmfestival i Montréal. Han vidareutvecklade teman från sin tidigare film De vilda änglarna (1966) men ville spara pengar genom att låta både filmens producent och regissör agera i filmen. Fonda åtog sig rollen som producent och erbjöd sin vän Dennis Hopper att regissera. Hopper, vars karriär vid den tiden var stillastående, accepterade på stående fot. Det första arbetsnamnet på filmen var The Loners och Fonda och Hopper bad Terry Southern, som tidigare skrivit manus till bland annat Dr Strangelove, Cincinnati Kid och The Loved One, att hjälpa dem. Filmbolaget API började dock tidigt sätta sig på tvären angående berättelsens innehåll. Att filmens huvudpersoner gjorde affärer med tunga droger ansågs inte kommersiellt gångbart. Detta ledde till att den oberoende producenten Bert Schneider och dennes bolag Raybert istället kom att finansiera filmen.
De första scenerna spelades in från och med 23 februari 1968 vid Mardi Gras i New Orleans. Denna inspelning präglades emellertid av kaotiska förhållanden med en drogad och oberäknelig Hopper som mer eller mindre agerade som diktator snarare än regissör. Man filmade delar av Mardi Gras men även den omtalade scenen på en kyrkogård, där huvudpersonerna ska ha tagit LSD. I verkligheten var ingen påverkad av LSD under denna scen men däremot av en rad andra droger. Hopper förmådde även Fonda att genomföra en krävande scen där denne talar med en staty av jungfru Maria men egentligen riktar sig till sin mor, vilken tog sitt liv i hans barndom. Hoppers allt mer extrema beteende ledde vid återkomsten till Los Angeles till att hans äktenskap kollapsade då hustrun Brooke (Peter Fondas styvsyster) lämnade honom. Hopper såg även till att sparka skådespelaren Rip Torn (som skulle haft den roll Jack Nicholson kom att göra) samt manusförfattaren Terry Southern. Torn har senare hävdat att Nicholson hotade honom med kniv på en restaurang. Schneider såg till att ge Jack Nicholson en roll i filmen för att denne även skulle kunna medla mellan Fonda och Hopper. Den senare delen av inspelningen sköttes emellertid mer professionellt och tog sju veckor allt som allt.
Realismen i flera scener där man intar droger har av många ansetts bero på att skådespelarna var drogade på riktigt. Exempelvis röker Nicholson marijuana på riktigt i scenen vid lägerelden där hans rollfigur George Hansen prövar drogen för första gången. Efter att relativt snabbt ha avslutat inspelningarna drog emellertid Hopper ut på själva klippningen av filmen och Schneider förmådde honom slutligen att ta semester medan filmen färdigställdes. Hopper var inte nöjd med resultatet men gav med sig.
Filmen vann första pris i kategorin "bäste nye regissör" vid Cannes och hade premiär i USA 14 juli 1969. Filmen, som kostat cirka 500 000 dollar, spelade in 19 miljoner under 1969.

## Musik
Till filmen släpptes ett stilbildande soundtrack. Nydanande för Easy Riders soundtrack var att man använde befintlig populärmusik.